# Marijke Hoving
Marijke Hoving (geboren als Marijtje Tauber) (Oudkarspel, 18 juni 1925) is een voormalige Nederlands actrice en cabaretière.

## Biografie
Na de MULO ging Hoving naar de Toneelschool in Amsterdam waarna zij een opleiding volgde tot spraaklerares. Via Lily Bouwmeester kwam ze in contact met Wim Kan, bij wie ze haar debuut maakte in De bedriegertjes. Samen met haar man Sieto Hoving trad ze op in hun eigen Amsterdamse theater Tingel Tangel met hun gelijknamige cabaret, waaraan ook diverse andere Nederlandse kleinkunstenaars hebben meegewerkt. In 1983 werden zij en haar man benoemd tot Ridder in de Orde van Oranje Nassau.
Inmiddels is zij 100 jaar oud.

## Discografie
- 1964 - Niet voor lange tenen (Marijke en Sieto Hoving, Maria de Booy, Wouter de Nijs, Paul Deen) 25 cm lp
- 1971 - Burgers op de bres (Marijke en Sieto Hoving, Frits Lambrechts en Harry Sacksioni) lp→cd
- 1971 - Waartoe ? Waarheen ? (Marijke en Sieto Hoving en Rob de Nijs) lp→cd
- 1967 - Zotten en wijzen (Marijke en Sieto Hoving en Tineke van Leer) lp→cd

## Filmografie
- 2002 - De Klokkenluider van de Notre Dame II (Nederlandse stem Laverne)